# Salade russe et Crème anglaise
Pour plus de détails, voir Fiche technique et Distribution.
Salade russe et Crème anglaise (Blade on the Feather) est un téléfilm britannique réalisé par Richard Loncraine, diffusé pour la première fois le 19 octobre 1980 sur ITV.

## Fiche technique
- Titre original : Blade on the Feather
- Titre français : Salade russe et Crème anglaise
- Réalisation : Richard Loncraine
- Scénario : Dennis Potter
- Photographie : Peter Hannan
- Pays d'origine : Royaume-Uni
- Date de première diffusion : 19 octobre 1980

## Distribution
- Kika Markham : Linda Cavendish
- Phoebe Nicholls : Christabel Cavendish
- Donald Pleasence : Professeur Jason Cavendish
- Tom Conti : Daniel Young
- Denholm Elliott : Jack Hill